# 郭爾戺
郭爾戺（？—？），陕西华阴人，清朝政治人物。举人出身。
康熙二十年（1681年），擔任清朝廣州府南海縣知縣。后由胡云客接任。